# Carini
Carini est une ville italienne d'environ 31 000 habitants, située dans la province de Palerme en Sicile.

## Administration
| Période                                  | Période       | Identité         | Étiquette | Qualité |
| ---------------------------------------- | ------------- | ---------------- | --------- | ------- |
| 1993                                     | décembre 1997 | Antonino Mannino | PDS       | maire   |
| Les données manquantes sont à compléter. |               |                  |           |         |

### Hameaux
Villa Grazia di Carini

### Communes limitrophes
Capaci, Cinisi, Giardinello, Monreale, Montelepre, Partinico, Terrasini, Torretta